# Western Pennsylvania Hockey League
Western Pennsylvania Hockey League, WPHL, var en amerikansk semiprofessionell ishockeyliga verksam i Pittsburgh, Pennsylvania åren 1896–1909. WPHL var den första ishockeyligan i Nordamerika som bedrev professionell verksamhet. Åren 1904–1907 låg ligan nere under tre säsonger. Flertalet spelare från WPHL spelade då istället i den första helprofessionella ishockeyligan International Professional Hockey League.

## Spelartransaktioner
I januari 1908 ägde en av de första bytesaffärerna med professionella ishockeyspelare inblandade rum i ligan då Pittsburgh Pirates bytte bort anfallsspelarna Edgar Dey och Dunc Taylor samt målvakten Jim MacKay till ligakonkurrenten Pittsburgh Bankers i utbyte mot anfallsspelaren Bert Bennett och målvakten Joseph Donnelly. Orsaken till bytesaffären ska ha varit att Pirates spelare och ledare inte drog helt jämnt med varandra. Tidigare under säsongen hade även Pittsburgh Lyceum och Pittsburgh Bankers gjort en spelaraffär då Angus "Dutch" Koch och Harry Burgoyne bytte klubbar med varandra.

## Spelare
Flertalet namnkunniga spelare spelade i WPHL, bland dem Frederick "Cyclone" Taylor, Hod Stuart, Bruce Stuart, Riley Hern, Fred Lake, Con Corbeau, Arthur Sixsmith, Lorne Campbell, Skene Ronan, Ken Mallen, Albert Kerr samt bröderna Alf, Harry och Tommy Smith.

## Lagen
- Duquesne Athletic Club – 1908–09

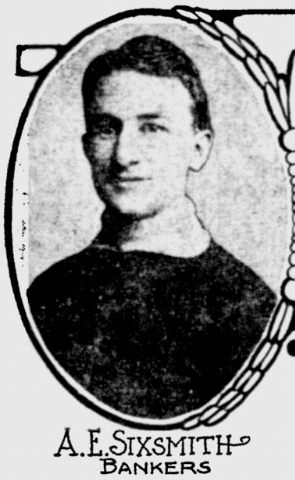
Rovern Arthur Sixsmith med Pittsburgh Bankers ca. 1908.

- Duquesne Country & Athletic Club – 1896–1901
- Pittsburgh Athletic Club – 1896–1904, 1907–1909
- Pittsburgh Bankers – 1899–1904, 1907–1909
- Pittsburgh Casino – 1896
- Pittsburgh Keystones – 1900–1904
- Pittsburgh Lyceum – 1907–1909
- Pittsburgh Pirates – 1907–08
- Pittsburgh Victorias – 1902–1904
- Western University of Pennsylvania – 1896–1900

### Säsonger
| Säsong  | Lag                                                                           | Mästare              |
| ------- | ----------------------------------------------------------------------------- | -------------------- |
| 1896–97 | Pittsburgh AC, Duquesne C&AC, Western University, Pittsburgh Casino           | †                    |
| 1898–99 | Pittsburgh AC, Duquesne C&AC, Western University                              | Pittsburgh AC        |
| 1899–00 | Pittsburgh AC, Duquesne C&AC, Pittsburgh Bankers, Western University          | Pittsburgh AC        |
| 1900–01 | Pittsburgh Keystones, Pittsburgh AC, Duquesne C&AC, Pittsburgh Bankers        | Pittsburgh AC        |
| 1901–02 | Pittsburgh Keystones, Pittsburgh AC, Pittsburgh Bankers                       | Pittsburgh Keystones |
| 1902–03 | Pittsburgh Keystones, Pittsburgh AC, Pittsburgh Bankers, Pittsburgh Victorias | Pittsburgh Bankers   |
| 1903–04 | Pittsburgh Keystones, Pittsburgh AC, Pittsburgh Bankers, Pittsburgh Victorias | Pittsburgh Victorias |
| 1907–08 | Pittsburgh Lyceum, Pittsburgh AC, Pittsburgh Pirates, Pittsburgh Bankers      | Pittsburgh Bankers   |
| 1908–09 | Pittsburgh Lyceum, Pittsburgh AC, Duquesne AC, Pittsburgh Bankers             | Duquesne AC          |

† Säsongen avslutad i förtid, och inget mästarlag utsett, på grund av att arenan Schenley Park Casino eldhärjades och totalförstördes den 17 december 1896.